# Treponti (Vigo di Cadore)
Treponti (o Tre Ponti) è una località di Vigo di Cadore, situata alla confluenza tra il fiume Piave e il torrente Ansiei.
La leggenda narra che anticamente ai Tre Ponti doveva sorgere un castello appartenente all'insediamento di Agònia, l'attuale Cima Gogna, che, dopo essere stato assediato per giorni dagli Unni di Attila, venne raso al suolo e mai più ricostruito. A questo episodio si riferirebbe il toponimo "Castelletto".
Effettivamente quest'area è stata spesso teatro di scontri fino alle guerre mondiali in quanto zona nevralgica, dove si incontrano valli, fiumi e strade da e per il Centro Cadore, la Carnia, il Comelico. I collegamenti venivano bloccati abbattendo i Tre Ponti presso Cima Gogna in Comune di Auronzo di Cadore che danno il nome alla località.
Nel 1866, durante la III guerra d'indipendenza gli italiani vi sconfissero una colonna austriaca.